# Futurisme rus
Futurisme rus, rus: Русский футуризм Russkii futurizm, és el terme utilitzat per referir-se a diversos grups de poetes o artistes russos principis que adoptaren principis (alguns o molts), principalment estètics, del manifest futurista de Marinetti, o que assumiren aquesta denominació després de ser esmentats com a tals per la crítica literària russa.

## Història
Utilitzat per primera vegada per Ígor Severianin, a Sant Petersburg, el grup es va anomenar Ego-futurista, el 1911; el terme "futurista" va ser, però, utilitzat per la crítica russa de l'època per classificar diversos poetes de tendència innovadora a Rússia, fins i tot abans d'aquesta data.
Al desembre de 1912 encara, el grup Guileia, rus: Гилея, més tard anomenat cubofuturista, amb una forta influència del cubisme i relació amb diversos artistes, i seu a Moscou, format per Velimir Khlébnikov, Aleksei Krutxónikh, Vladímir Maiakovski, Vassili Kàmienski i David Burliuk, va publicar un manifest titulat "Bufetada al gust del públic". Aquest grup es va unir immediatament a la Revolució russa, tot i que Stalin els considerava, en general, massa anarquistes com per considerar-los realment rellevants. Aquest grup realment buscava, sobretot, una forma de primitivisme eslau avantguardista, i explorà també temes i llenguatge rural. En 1913, influenciats pel poeta i pintor David Burliuk, fundador i coordinador del grup, aquests poetes arriben a acceptar l'etiqueta de "futuristes". Aquest grup es consolidaria com la principal tendència futurista, i influiria i interactuaria amb els grups que vindrien després d'ells.
Aquests grups sorgits després de la influència "futurista" van ser dos: el "Mezzanino de poesia", rus: Мезонин поэзии Mezonin poezii, creat per Vadim Xerxenévitx en 1913, i el segon, creat per Serguei Bobrov en 1914, que va ser anomenat "Centrífuga", rus: Центрифуга Tsentrifuga. D'aquest últim grup en formaren part Borís Pasternak, que fou considerat un futurista fins al 1932, que barrejava característiques clàssiques, simbolistes i cubofuturistes a la seva poesia i Nikolai Asséiev, considerat més tard un constructivista.
Els ego-futuristes que, abans del manifest del grup Guileia ja havien llançat el seu manifest fundador en 1912, titulat "Taules", tingueren en Severianin una figura aplaudida per la crítica simbolista, que hauria d'abandonar el grup en el mateix any, declarant-se a si mateix com un geni que no podia unir-se a un grup. Es va considerar que això era una evolució natural, atès que e moviment de l'ego-futurisme buscava "l'exaltació de l'ego, l'egoisme, l'individualisme i el valor de la intuïció i de la mística com a experiències transcendentals indispensables per a la vida humana," més que l'exaltació de la màquina i el dinamisme proposat pels seus predecessors italians, tot i que, de fet, els ego-futuristes estaven més a prop de les tendències feixistes de Marinetti que els altres grups anomenats futuristes.
En contrast amb el futurisme italià, el futurisme rus es va consolidar com un moviment heterogeni i essencialment literari en lloc de plàstic, tot i que alguns dels seus grans poetes, com ara Maiakovski, també es van aventurar en el camp de la pintura i la seva poesia va influir en el constructivisme rus i va interactuar amb els artistes que haurien de fundar el suprematisme.
Les experiències dels poetes cubofuturistes amb el llenguatges inspiraren el lingüista Roman Jakobson i altres formalistes russos.

## Cubofuturisme en la pintura
Existeix controvèrsia sobre qui fou el primer que fou anomenat "cubofuturista", si pintors com Natàlia Gontxarova, Mikhaïl Lariónov, Kazimir Malévitx, Liubov Popova, Olga Rózanova o els poetes del grup Guialea. El fet és que no hi ha cap conflicte entre aquests artistes, que van treballar en cooperació, i tenien propostes similars.
Aquests pintors estaven a prop dels poetes cubofuturistes i experimentaenr amb ells. Poetes i pintors van treballar junts en moltes produccions, com en el cas de l'òpera futurista Victòria sobre el Sol, amb textos i contribucions Krutxónikh i Malévitx. Alguns dels poetes cubofuturistes eren també pintors, i van patir, sens dubte, influències dels artistes.
No obstant això, el grup de pintors anomenats cubofuturistes només va actuar amb aquesta tendència des de 1912 fins a 1915. Van proposar un art de temes neo-primitivistes, derivats de les icones russes, art popular i art infantil, amb un estil només superficialment cubista i futurista.
El seu principal nom fou Kazimir Malévitx, posteriorment fundador del suprematisme, el qual també, segons algunes fonts, fou el fundador de "cubofuturisme" a Rússia.